# Bernouville
Bernouville ist eine französische Gemeinde mit 317 Einwohnern (Stand: 1. Januar 2022) im Département Eure in der Region Normandie (vor 2016 Haute-Normandie). Sie gehört zum Arrondissement Les Andelys und zum Kanton  Gisors. Die Einwohner werden Bernouvillois genannt.

## Geographie
Bernouville liegt etwa 78 Kilometer ostsüdöstlich von Rouen. Das Gemeindegebiet wird vom Flüsschen Bonde durchquert, das zur Lévrière entwässert. Umgeben wird Bernouville von den Nachbargemeinden Bézu-Saint-Éloi im Norden und Osten, Neaufles-Saint-Martin im Südosten, Dangu im Süden, Chauvincourt-Provemont im Westen und Südwesten sowie Étrépagny im Nordwesten.

## Bevölkerungsentwicklung
| Jahr                      | 1962 | 1968 | 1975 | 1982 | 1990 | 1999 | 2006 | 2013 |
| Einwohner                 | 236  | 234  | 203  | 229  | 242  | 349  | 330  | 302  |
| Quelle: Cassini und INSEE |      |      |      |      |      |      |      |      |

## Sehenswürdigkeiten
- Kirche Notre-Dame-de-l'Assomption aus dem 16./17. Jahrhundert, seit 1927 Monument historique
- Früheres Priorat von Beaumont-le-Perreux aus dem 12. Jahrhundert
- Schloss aus dem 17./18. Jahrhundert

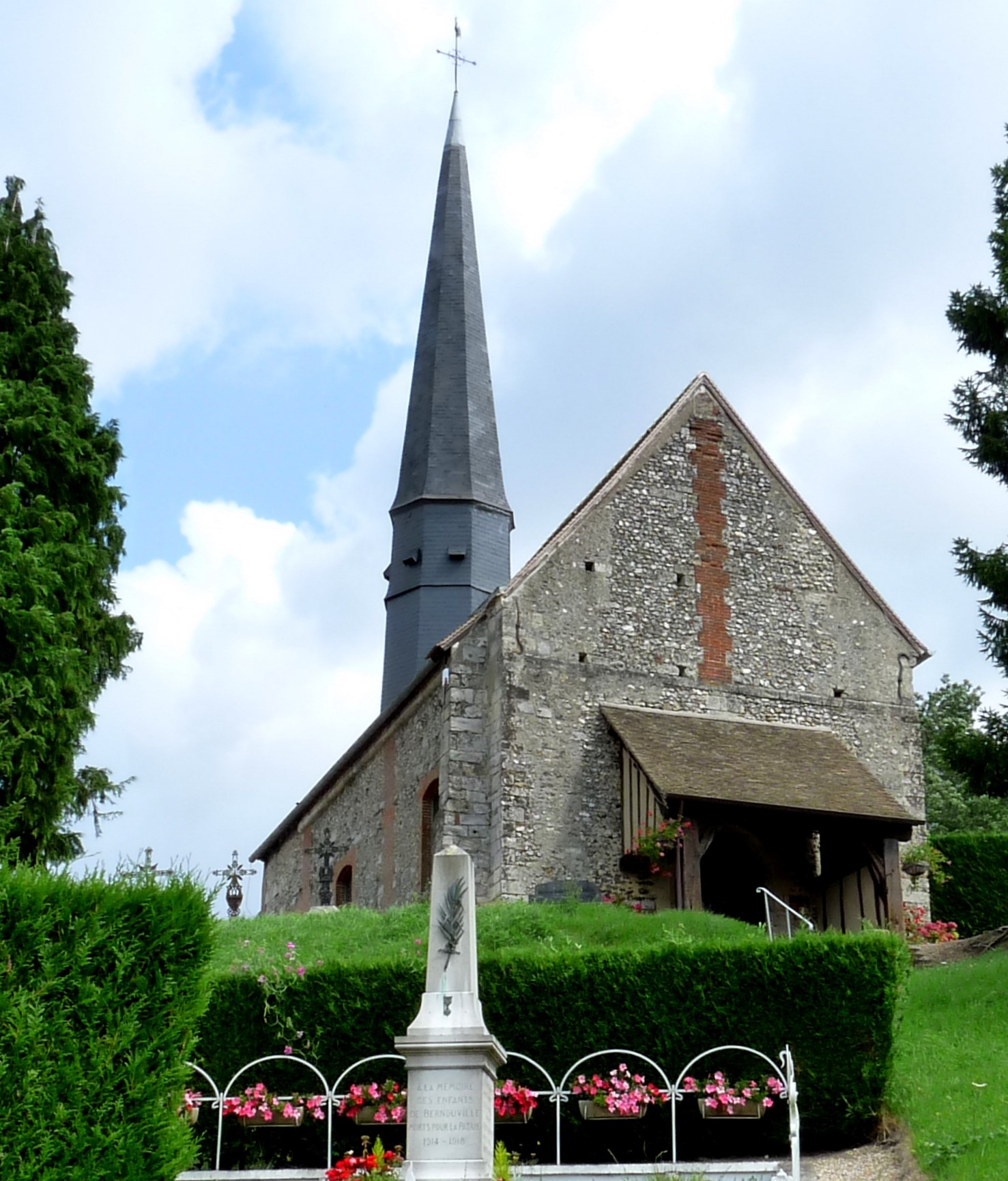
Kirche Notre-Dame-de-l'Assomption